# Mosel (Weinanbaugebiet)
| Daten                                                                  | Daten                       |
| ---------------------------------------------------------------------- | --------------------------- |
| Weinbaugebiet:                                                         | Mosel                       |
| Land:                                                                  | Rheinland-Pfalz, Saarland   |
| Weinanbau seit:                                                        | 1. Jahrhundert              |
| Fläche:                                                                | 8664 ha (2021)              |
| Deutscher Wein (Tafelwein) und Landwein: Qualitätswein: Prädikatswein: | 0,03 % 79,2 % 20,5 % (2021) |
| Mosel-Weinkönigin:                                                     | Anna Zenz, Ediger-Eller     |
| Website:                                                               | www.msr-wein.de             |
| Deutsche Weinbaugebiete                                                |                             |

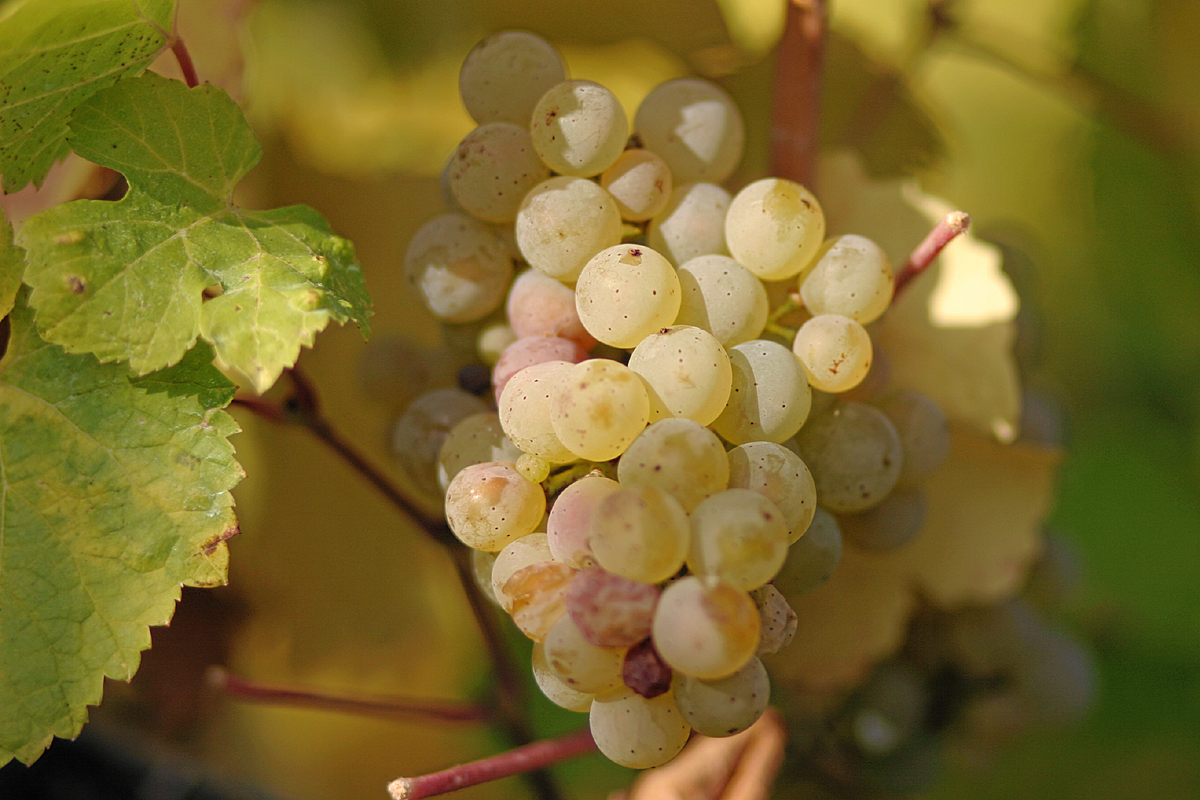
Riesling

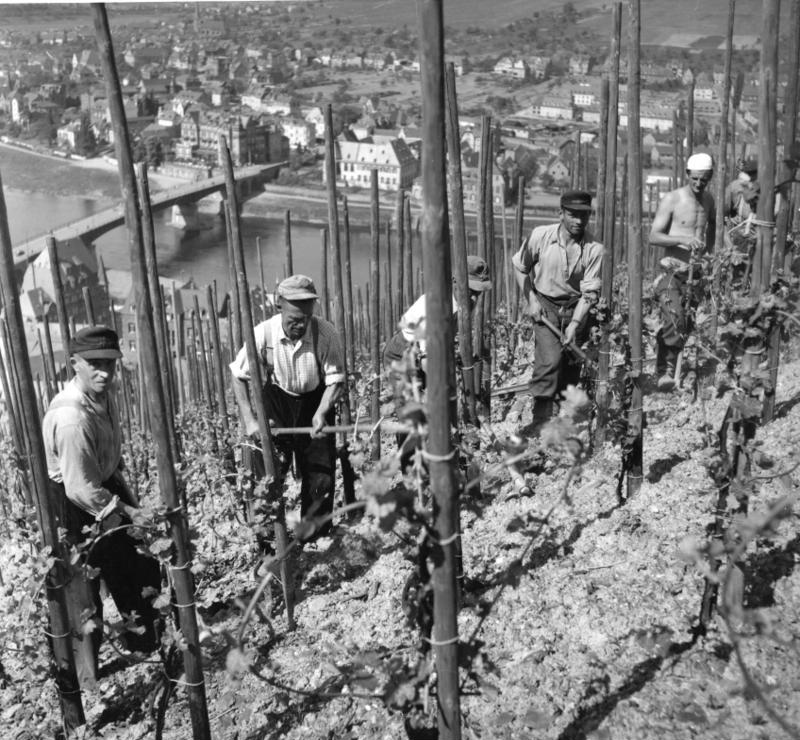
Arbeiter in der Steillage Doktorberg, Stadtteil Bernkastel, Mai 1954

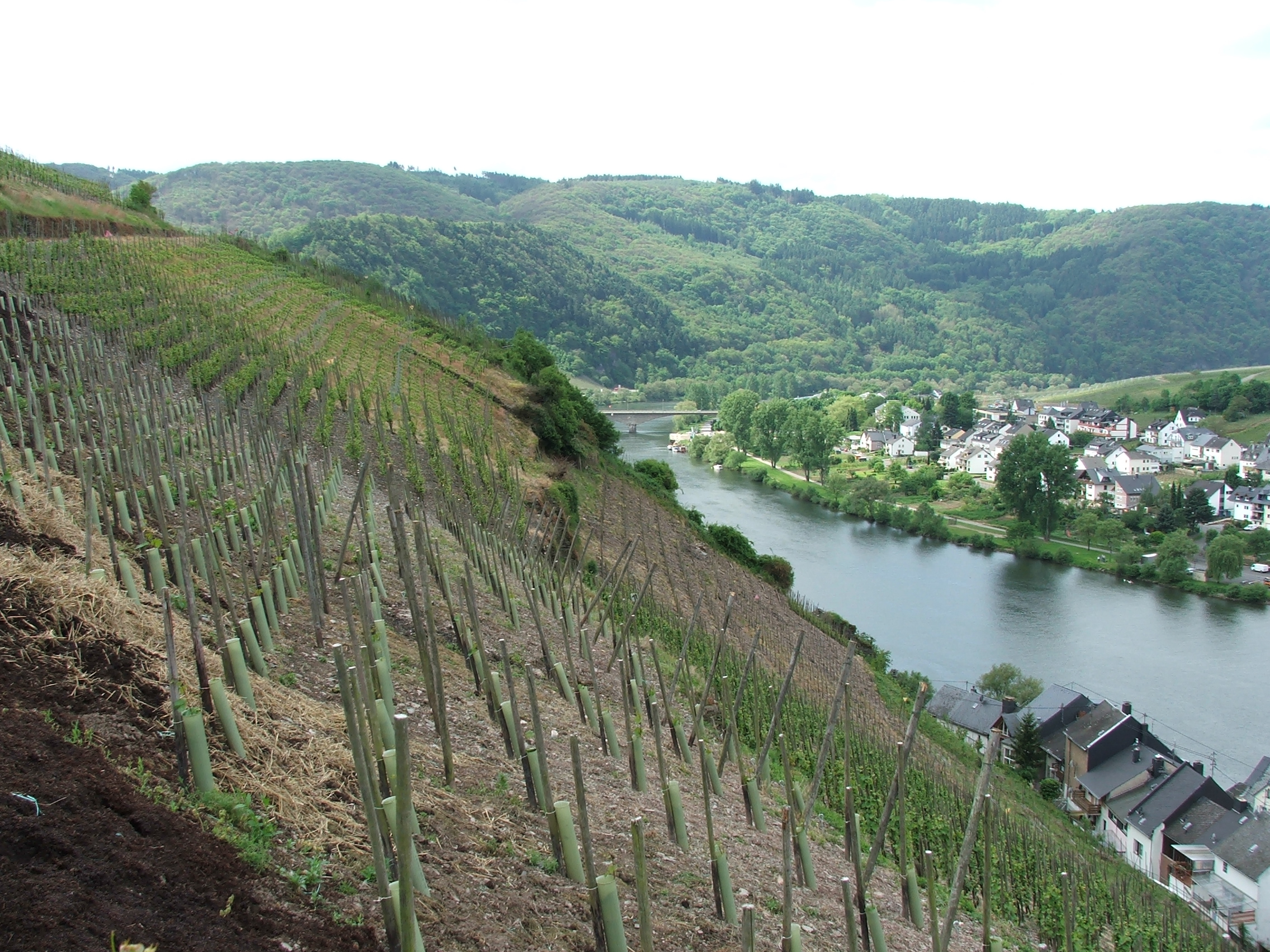
Steillagen an der Mosel: Zell im Vordergrund, rechts hinten Kaimt, Blick etwa vom Collisturm aus in Richtung Süden.

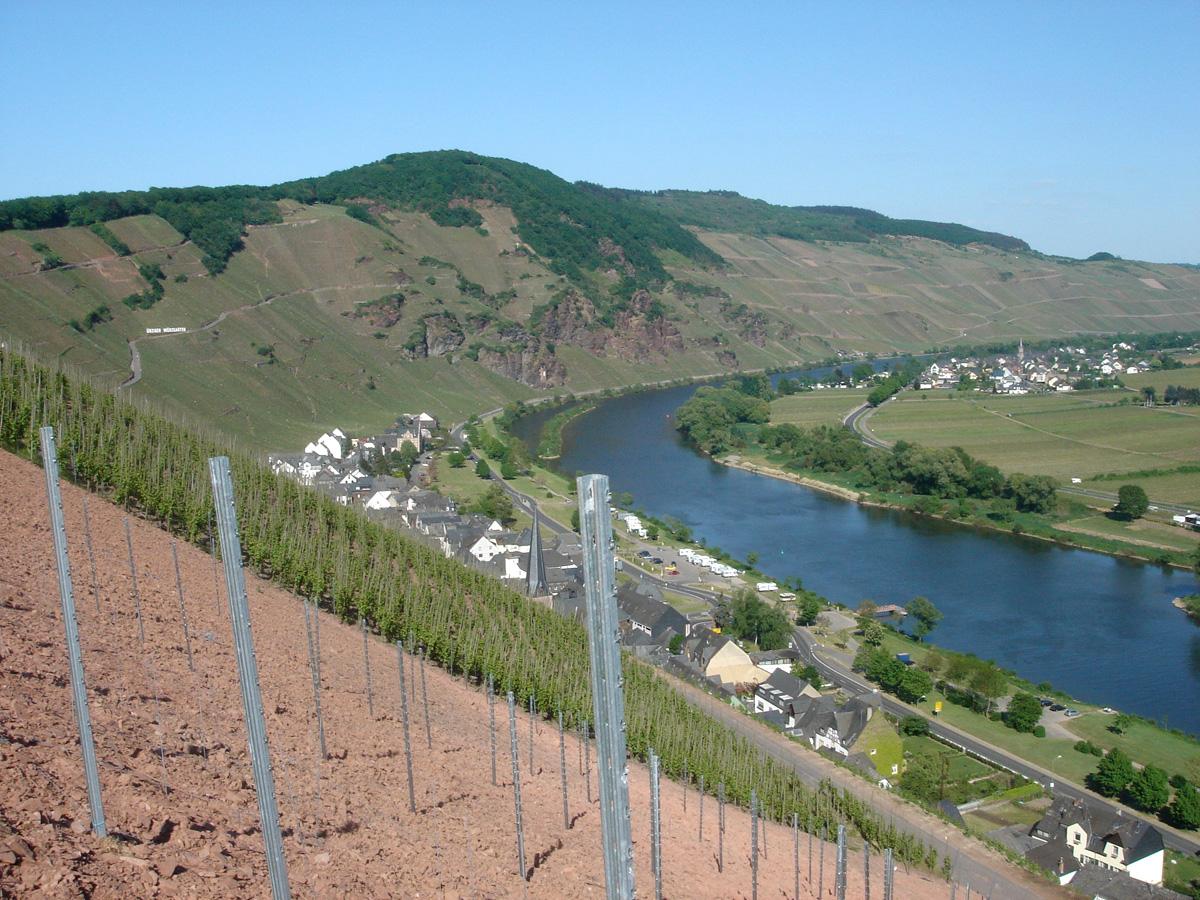
Ürzig (vorne), Erden (rechts hinten), der Berg ist der 360 m hohe Borberg

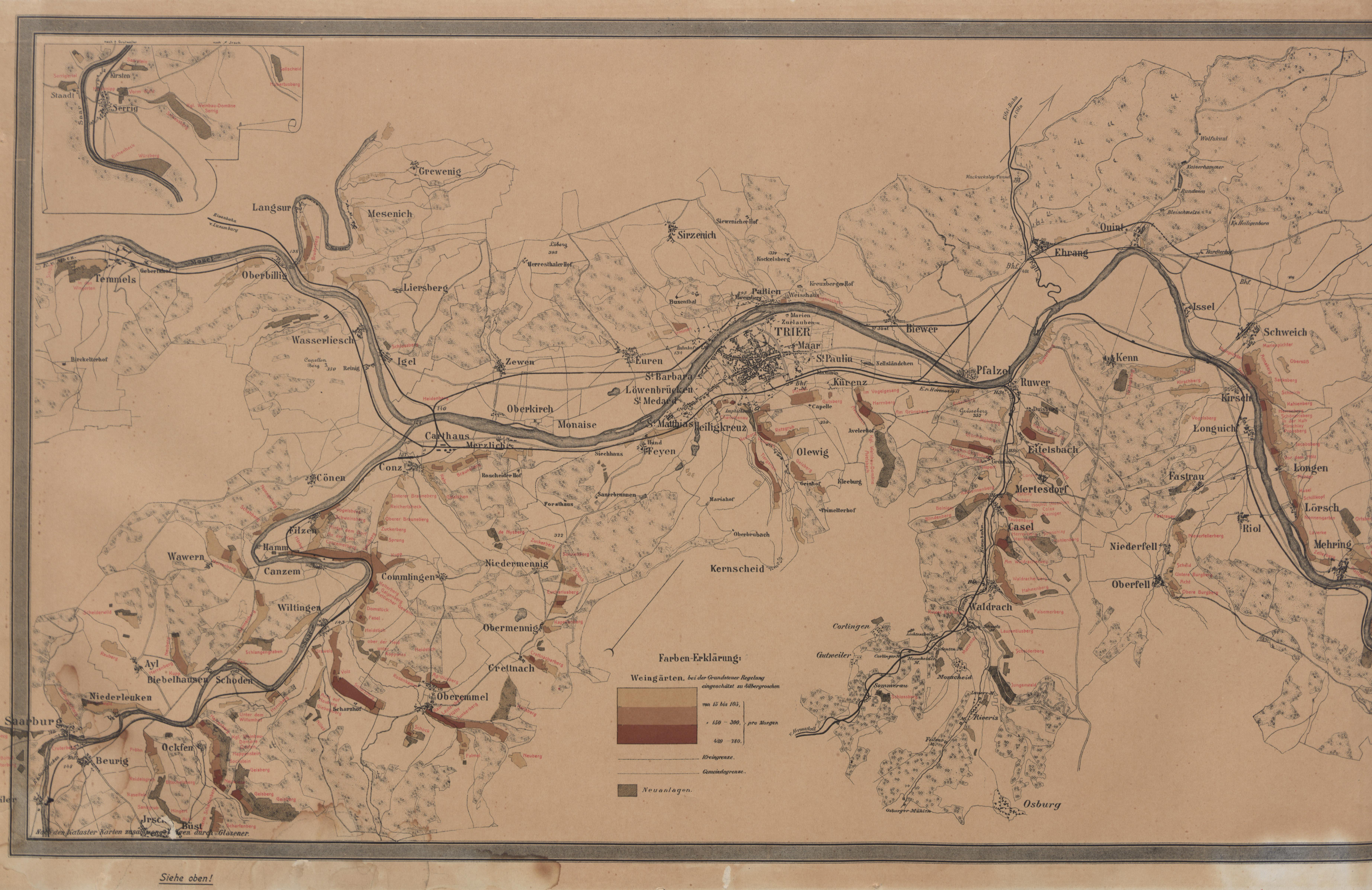
Weinbaugebiet im Regierungsbezirk Trier, 1868

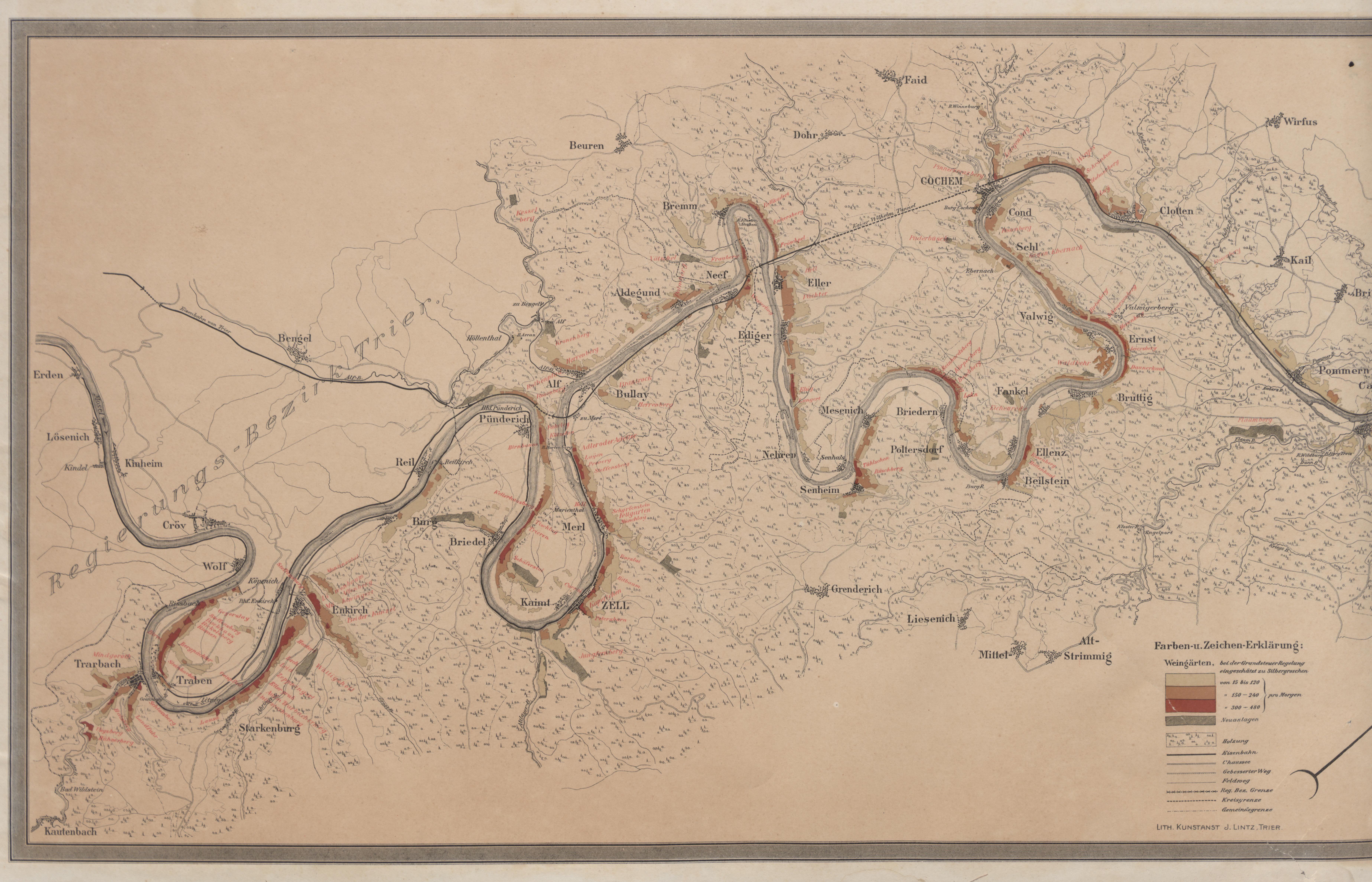
Weinbaugebiet im Regierungsbezirk Coblenz, 1897

Mosel bezeichnet ein deutsches Weinbaugebiet für Qualitätswein bestimmter Anbaugebiete (QbA) im Tal der Mosel mit ihren Nebentälern nach § 3 Abs. 1 Nr. 6 Weingesetz. Bis zum Jahre 2006 hieß das Gebiet Mosel-Saar-Ruwer. Bekannte Weinstädte sind Saarburg, Konz, Trier, Schweich, Bernkastel-Kues, Traben-Trarbach, Zell, Cochem und Koblenz.
Die größten Weinorte nach Rebfläche sind Piesport, Zell, Leiwen, das Konzer Tälchen, Neumagen-Dhron, Mehring, Bernkastel-Kues und Trittenheim.
In der Region liegt eine der ältesten römischen Städte Deutschlands, Trier (Augusta Treverorum), der älteste Weinort Deutschlands, Neumagen, mit dem römischen Neumagener Weinschiff sowie die älteste Mühle nördlich der Alpen, die Karlsmühle römischen Ursprungs bei Mertesdorf.
Die Region stellt das größte Steillagenweinbaugebiet der Welt und mit über 5.414 ha die zweitgrößte Rieslinganbaufläche weltweit dar. In der Region wurden 2021 719.422 hl Wein produziert. Einer der steilsten Weinberge der Welt ist der Bremmer Calmont mit einer Hangneigung von ca. 65 Grad. Monorackbahnen erleichtern die Bewirtschaftung schwer zugänglicher Parzellen. Vielfach dominiert noch die bereits seit römischer Zeit bekannte Einzelpfahlerziehung oder Moselpfahlerziehung, die aber auch im Steilhang nach und nach durch moderne Drahtanlagen ersetzt wird. Die Böden bestehen in der Weinregion Mosel aus Schiefer (Saar, Ruwer, Mittel- und Untermosel) und Muschelkalk (Obermosel).
| Bodenart                                     | Vorkommen                   | Anbau (überwiegend)                              |
| -------------------------------------------- | --------------------------- | ------------------------------------------------ |
| Muschelkalk und Keuper                       | Moseltor und Obermosel      | Elbling, Auxerrois, Weißburgunder                |
| Devon-Schiefer                               | Saar, Ruwer und Mittelmosel | Riesling                                         |
| Tonschiefer und kieselsäurereiche Grauwacken | Untermosel                  | Riesling, Weißburgunder, Elbling, Müller-Thurgau |

Im Anbaugebiet liegt unter anderem der Bernkasteler Doctor, der zu den teuersten landwirtschaftlichen Böden Deutschlands zählen soll. Der Bernkasteler Ring e. V. (gegründet 1899) und der Große Ring VDP Mosel-Saar-Ruwer e. V. (gegründet 1908) führen regelmäßig Weinversteigerungen durch.
Spitzenqualitäten in der Kategorie Prädikatswein können bei Versteigerungen Preise von mehreren hundert Euro pro 0,75 l Flasche erreichen. Anteilsmäßig groß dagegen sind in der Kategorie „Qualitätswein“ die Abfüllungen für den Konsum in unteren Preissegmenten (100.000 hl: 568.000 hl). Weine von der Mosel werden in der breiten Öffentlichkeit als eher fruchtig, süß und von niedrigerem Alkoholgehalt angesehen. Von 2021 geprüften, mit „Mosel“ deklarierten rund 742.000 hl Wein wurden ca. 447.000 hl in der Geschmacksrichtung lieblich und süß ausgebaut (ca. 196.000 trocken, ca. 99.000 halbtrocken).

## Geschichte
Die Gebietsbezeichnung „Mosel-Saar-Ruwer“ entstand erstmals durch das Weingesetz von 1909. Eine Weinetikettierung mit „Mosel-Saar-Ruwer“ erfolgte ab 1936. 1967 entstand die Weinbruderschaft Mosel-Saar-Ruwer. Wer ab Herbst 2007 einen Wein der Mosel-Saar-Ruwer-Region kauft, wird auf dem Etikett nur noch „Mosel“ finden. Das Bundeskabinett beschloss am 9. August 2006 in Berlin eine entsprechende Änderung des Weingesetzes. „Das ist der Wunsch der Winzer aus der Region“, sagte Vize-Regierungssprecher Thomas Steg in Berlin. Die Bezeichnung „Mosel“ könne sich aus seiner Sicht besser international durchsetzen.
Im Jahre 1868 entstand im Auftrag der Königlichen Regierung zu Trier die Saar- und Mosel-Weinbau-Karte für den Regierungsbezirk Trier unter der Leitung des königlichen Kataster Inspectors Steuerrath Clotten.
1897 folgte eine Mosel-Weinbau-Karte für den Regierungsbezirk Coblenz. Diese Kartenwerke zeigen eine Klassifikation der Weinlagen in drei Kategorien, die einer Werteinstufung unter Berücksichtigung von Grundstückspreisen und Ertragserlösen im 19. Jahrhundert folgten. Sie war keine Kartierung um Qualitätsstufen des Weins zu markieren, sondern diente der Bewertungsgrundlage zur Steuerveranlagung. Der Verband Deutscher Prädikatsweingüter nutzte diesen Bonitätsnachweis, um ab 2002 seiner Mitglieder trockene Weine aus einer Lage der 1. Kategorie mit der Bezeichnung Großes Gewächs bezeichnen zu lassen. Moselweinflaschen mit einem ins Glas geprägten Zeichen „1L“ (erste Lage) gehören zu der höchsten Qualitäts- und Preisstufe.
Die Marke Himmlisches Mosel-Tröpfchen war dagegen eine vorübergehende Mode-Erscheinung, die nichts mit Qualität zu tun hatte.
Die Mosel-Weinkönigin, bis 2006 Mosel-Saar-Ruwer-Weinkönigin, ist die seit 1949 jährlich gewählte Repräsentantin des Weinanbaugebietes.

## Weinlagen
Im Anbaugebiet werden die sechs Bereiche
Burg Cochem,
Bernkastel,
Ruwer,
Obermosel,
Moseltor und Saar
mit 19 Großlagen und rund 520 Einzellagen unterschieden. Teilt man Einzellagen, die auf mehreren Gemarkungen liegen den jeweiligen Gemeinden zu, kommt man allein in Rheinland-Pfalz auf 541 Einzellagen, zu denen die sechs saarländischen hinzugezählt werden müssten. 5.258 Winzer (Stand 2005) aus den 125 Weinorten an Mosel, Saar und Ruwer bewirtschaften die Rebstöcke auf 8.770 ha Weinbergsfläche und produzieren dort etwa 668.000 hl Wein (davon etwa 36.000 hl Rotwein) pro Jahr. Etwa 40 % der Weinbergsflächen befinden sich an Uferlagen mit 30 % bis über 60 % Steigung (Steillagenweinbau).

## Rebsorten
91 % der Rebfläche sind mit weißen Rebsorten bestockt.
Beim Sortenspektrum der Weißweine dominieren Riesling (60,5 %) und Müller-Thurgau (ca. 14,0 %). Weiterhin werden in nennenswertem Umfang Elbling (6,1 %), Kerner (4,0 %) und Spätburgunder (4,0 %) angebaut.
| Führende Rebsorten im Anbaugebiet Mosel (Stand 2022) | Führende Rebsorten im Anbaugebiet Mosel (Stand 2022) | Führende Rebsorten im Anbaugebiet Mosel (Stand 2022) | Führende Rebsorten im Anbaugebiet Mosel (Stand 2022) | Führende Rebsorten im Anbaugebiet Mosel (Stand 2022) |
| Sorte                                                | Farbe                                                | Synonym                                              | Fläche (%)                                           | Fläche (ha)                                          |
| ---------------------------------------------------- | ---------------------------------------------------- | ---------------------------------------------------- | ---------------------------------------------------- | ---------------------------------------------------- |
| 1. Riesling                                          | weiß                                                 |                                                      | 63,3                                                 | 5,348                                                |
| 2. Müller-Thurgau                                    | weiß                                                 | Rivaner                                              | 9,0                                                  | 761                                                  |
| 3. Elbling                                           | weiß                                                 |                                                      | 5,3                                                  | 438                                                  |
| 4. Spätburgunder                                     | rot                                                  | Pinot Noir                                           | 4,9                                                  | 417                                                  |
| 5. Weißer Burgunder                                  | weiß                                                 | Klevner, Pinot Blanc                                 | 4,2                                                  | 357                                                  |
| 6. Dornfelder                                        | rot                                                  |                                                      | 2,9                                                  | 247                                                  |
| 7. Kerner                                            | weiß                                                 |                                                      | 1,9                                                  | 162                                                  |
| 8. Chardonnay                                        | weiß                                                 |                                                      | 1,1                                                  | 91                                                   |

Quelle: Statistisches Landesamt Rheinland-Pfalz

### Weiße Sorten
| \| \| Zugelassene weiße Rebsorten \| | \| \| Zugelassene weiße Rebsorten \| | \| \| Zugelassene weiße Rebsorten \| | \| \| Zugelassene weiße Rebsorten \|                                                                      |
| --- | --- | --- | --- |
| - Albalonga - Arnsburger - Auxerrois - Bacchus - Bronner - Chardonnay - Ehrenbreitsteiner - Ehrenfelser - Elbling - Faberrebe - Findling - Freisamer - Früher Malingre - Gelber Muskateller - Gewürztraminer | - Goldriesling - Grauburgunder - Gutedel - Hibernal - Hölder - Huxelrebe - Johanniter - Juwel - Kanzler - Kerner - Kernling - Mariensteiner - Merzling - Morio-Muskat - Müller-Thurgau (Rivaner) | - Muskat-Ottonel - Nobling - Optima - Orion - Ortega - Osteiner - Perle - Phoenix - Prinzipal - Regner - Reichensteiner - Rieslaner - Riesling - Sauvignon Blanc - Scheurebe | - Schönburger - Septimer - Siegerrebe - Silcher - Silvaner - Sirius - Staufer - Weißer Burgunder - Würzer |
| | Zugelassene weiße Rebsorten | | |

### Rote Sorten
| \| \| Zugelassene rote Rebsorten \|                                                     | \| \| Zugelassene rote Rebsorten \|                                                          | \| \| Zugelassene rote Rebsorten \|                                           | \| \| Zugelassene rote Rebsorten \|                                   |
| --------------------------------------------------------------------------------------- | -------------------------------------------------------------------------------------------- | ----------------------------------------------------------------------------- | --------------------------------------------------------------------- |
| - Acolon - Blauburger - Cabernet Mitos - Cabernet Sauvignon - Dakapo - Deckrot - Domina | - Dornfelder - Dunkelfelder - Frühburgunder - Hegel - Helfensteiner - Heroldrebe - Lemberger | - Merlot - Palas - Portugieser - Regent - Rondo - Rotberger - Schwarzriesling | - Spätburgunder - St. Laurent - Tauberschwarz - Trollinger - Zweigelt |
|                                                                                         | Zugelassene rote Rebsorten                                                                   |                                                                               |                                                                       |

Quelle: Taschenbuch der Rebsorten, Fachverlag Fraund

## Grand Cru und Erste Lage
Die Grand-Cru-Weinlagen nach Hugh Johnson sind:
- Wiltinger Scharzhofberg, Saar
- Maximin Grünhäuser Abtsberg, Ruwer
- Karthäuserhofberg, Ruwer
- Piesporter Goldtröpfchen, Mosel
- Piesporter Domherr, Mosel
- Brauneberger Juffer-Sonnenuhr, Mosel
- Bernkasteler Doctor, Mosel
- Wehlener Sonnenuhr, Mosel
- Ürziger Würzgarten, Mosel
- Ediger Elzhofberg, Mosel
- Erdener Prälat, Mosel
- Erdener Treppchen, Mosel
- Bremmer Calmont, Mosel
- Winninger Uhlen, Mosel
- Winninger Röttgen, Mosel
- Hatzenporter Kirchberg, Mosel

Der VDP hat folgende Lagen (seiner Mitglieder) als Erste Lagen festgelegt. Die Einstufung erfolgte jedoch nur für die Lagen, die Mitglieder des Vdp bewirtschaften. Andere Lagen blieben beim VdP unberücksichtigt.
- Winninger Uhlen, Mosel
- Winninger Röttgen, Mosel
- Hatzenporter Stolzenberg, Mosel
- Hatzenporter Kirchberg, Mosel
- Pündericher Marienburg, Mosel
- Pündericher Nonnengarten, Mosel
- Erdener Treppchen, Mosel
- Ürziger Würzgarten, Mosel
- Wehlener Sonnenuhr, Mosel
- Graacher Josephshöfer, Mosel
- Graacher Domprobst, Mosel
- Bernkasteler Lay, Mosel
- Bernkasteler Doctor, Mosel
- Brauneberger Juffer, Mosel
- Brauneberger Juffer-Sonnenuhr, Mosel
- Wintricher Ohligsberg, Mosel
- Piesporter Goldtröpfchen, Mosel
- Piesporter Schubertslay, Mosel
- Dhroner Hofberg, Mosel
- Leiwener Laurentiuslay, Mosel
- Kaseler Nies’chen, Ruwer
- Eitelsbacher Karthäuserhofberg, Ruwer
- Wawerner Goldberg, Saar
- Kanzemer Altenberg, Saar
- Wiltinger Braunfels, Saar
- Wiltinger Gottesfuß, Saar
- Scharzhofberger, Saar

## Winzer des Jahres
Winzer des Jahres nach Gault-Millau aus dem Bereich Mosel-Saar-Ruwer:
1. 1994: Wilhelm Haag, Weingut Fritz Haag, Brauneberg/Mosel
2. 1995: Carl von Schubert, Weingut Maximin Grünhaus, Mertesdorf/Ruwer
3. 1996: Manfred Prüm, Weingut Joh. Jos. Prüm, Bernkastel-Wehlen/Mosel
4. 1998: Egon Müller, Weingut Egon Müller-Scharzhof, Wiltingen/Saar
5. 2001: Ernst Loosen, Weingut Dr. Loosen, Bernkastel/Mosel
6. 2005: Christoph Tyrell, Weingut Karthäuserhof, Eitelsbach/Ruwer
7. 2007: Theo Haart, Weingut Haart, Piesport/Mosel
8. 2017: Hans Joachim und Dorothee Zilliken, Weingut Zilliken, Saarburg/Saar

Winzer des Jahres nach der DLG aus dem Bereich Mosel
1. 2007: Patrick Philipps, Weingut Philipps-Eckstein, Graach-Schäferei / Mosel

## Weingüter
Zahlreiche Dörfer entlang der Mosel sind noch immer durch Weinbau geprägt. Hunderte Weingüter bewirtschaften zumeist kleinere bis mittelgroße Betriebe von mehreren Hektar Rebfläche. Bekannte Weingüter sind hier zu finden: Kategorie Weingut (Mosel).
In Bernkastel-Kues hat mit der Moselland eG die größte deutsche Winzergenossenschaft ihren Sitz. Zudem haben an der Mosel verschiedene große Wein- und Sektkellereien wie Peter Mertes (Bernkastel-Kues), Franz Wilhelm Langguth Erben (Traben-Trarbach), Zimmermann-Graeff & Müller (Zell), Sektkellerei Herres (Trier) oder Schloss Wachenheim (ebenfalls Trier) ihren Sitz.

## Tourismus
Das Weinbaugebiet wird touristisch teilweise als Weinregion „Mosel“, teilweise auch als Weinregion „Mosel-Saar“ vermarktet.
In der Region gibt es mehrere touristische Straßen. Die an der Obermosel gelegene Luxemburger Weinstraße führt von Bad Mondorf über Schengen nach Wasserbillig. Die Elbling Route verläuft auf der deutschen Seite der Obermosel.
Die Saar-Riesling-Straße verläuft an der unteren Saar von Serrig bis zur Saarmündung in Konz. Die Ruwer-Riesling-Weinstraße führt durch das untere Ruwertal. Die Moselweinstraße hat eine Länge von etwa 250 km und führt von Perl über Trier bis nach Koblenz am Deutschen Eck.
Radwege in der Region sind zum Beispiel der Mosel-Radweg, der Saar-Radweg oder der Ruwer-Radweg. Autofreie Erlebnistage sind Happy Mosel (bis 2017) zwischen Schweich und Cochem oder Saar Pedal von Konz bis Merzig.
Seit 1910 gibt es einen Wanderweg entlang der Moselhöhen in Eifel oder Hunsrück, den Moselhöhenweg. Im April 2014 wurde der abwechselnd auf beiden Seiten des Moseltales verlaufende Moselsteig eröffnet.